# Translit
Translit ist eine Methode, um kyrillische Schrift mit lateinischen Buchstaben darzustellen. Der Begriff stammt von Transliteration, die Übertragung von nicht zu übersetzenden Begriffen, wie zum Beispiel Namen oder geographischen Bezeichnungen. Für Translit gibt es keine offiziellen oder genau festgelegten Transkriptionsregeln, wie z. B. die wissenschaftliche Transkription des russischen Alphabetes. Translit unterscheidet sich von der normalen Transliteration durch die zusätzliche Verwendung von Ziffern und Sonderzeichen – z. B. „4“ für „ч“. Es werden lateinische Buchstaben, arabische Zahlen und Sonderzeichen verwendet sowie grafische Symbole aus der Codetabelle, die auf der PC-Tastatur zur Verfügung stehen.
Ähnliche inoffizielle Transkriptionssysteme mit lateinischen Buchstaben gibt es auch für andere Schriftsprachen: griechisch, arabisch, japanisch usw. In früheren Jahrhunderten wurde gelegentlich, aus verschiedenen Gründen, bulgarischer Text mit griechischen Buchstaben geschrieben.

## Entstehung
Eine Art Translit wurde bereits vor dem Computerzeitalter in der internationalen Telegrafie verwendet.
Mit der Verbreitung der modernen Informationstechnologien und dem Aufkommen des Internets nach dem Zerfall der Sowjetunion verbreitete sich Translit zusehends. Da die meiste Computerhardware und -software an der englischen Sprache orientiert war und die Zeichenkodierung oft sogar völlig inkompatibel zum kyrillischen Zeichensatz war, war Translit die einzige Möglichkeit, um in den Sprachen mit kyrillischen Zeichensätzen (z. B. Russisch, Ukrainisch, Belarussisch, Bulgarisch) zu kommunizieren.
Oft war entweder der Absender oder der Empfänger nicht mit einer kyrillischen Tastatur ausgestattet bzw. hatte keine kyrillische Schriftart für seinen Monitor. In der Anfangszeit des Computers wurde die Situation durch das Vorhandensein unterschiedlicher, inkompatibler Kodierungssysteme für das kyrillische Alphabet verstärkt, so dass Absender und Empfänger nicht unbedingt das gleiche Kodierungssystem zur Verfügung hatten. Außerdem war die 7-Bit-Kodierung der Schriftzeichen in der Anfangszeit des Computers ein zusätzliches Hindernis. Diese technischen Probleme bei der Benutzung kyrillischer Schrift wurden aber Ende der 1990er Jahre in Russland behoben.
Translit wird in Webforen, Chats, Messengern und E-Mails verwendet. Auch in MMORPG und anderen Netzwerkspielen ist es weit verbreitet. Auch an kyrillische E-Mails von Firmen wird gelegentlich eine Textwiederholung in Translit angehängt, um sicherzugehen, dass der Empfänger die E-Mail auf seinem Computer lesen kann, falls er keine kyrillischen Buchstaben darstellen kann. Einige Webseiten werden ebenfalls neben der kyrillischen Version zur Sicherheit zusätzlich in Translit erstellt, falls der Benutzer Probleme mit der Zeichenkodierung hat.
Translit wird verwendet, wenn der Computer sich nicht für kyrillische Schriftzeichen konfigurieren lässt oder auch wenn keine Zeit für die Neukonfiguration zur Verfügung steht. Auch Personen, die die lateinische Schrift bevorzugen und die entsprechende Tastatur besser beherrschen, weichen oft auf Translit aus.

## Eingabe
Einen neuen Impuls bekam Translit in den kyrillisch schreibenden Ländern mit der Verbreitung des Mobiltelefones. Zuerst war die Situation wie bei den Computern. Es wurden nur lateinische Buchstaben von den Mobiltelefonen und den dazugehörigen Netzwerken unterstützt. Obwohl danach auch kyrillische Schrift unterstützt wurde, hatte sie den Nachteil, dass Nachrichten in kyrillischer Schrift nicht so lang sein konnten.
So konnte beispielsweise eine SMS in lateinischer Schrift 160 Zeichen enthalten oder 60 bis 80 Zeichen in kyrillischer Schrift. Das beeinflusst den Preis der SMS, so dass auch noch heute meist Translit für SMS verwendet wird. Einige Mobiltelefone von vor 2002 konnten keine kyrillische Schrift darstellen oder waren nur mit größerem Aufwand dafür umzurüsten. Längere Nachrichten lassen sich mit lateinischen Buchstaben wirtschaftlicher übermitteln. Bei der standardmäßig verwendeten 8-Bit-Kodierung waren die Nachrichten meist auf eine Länge von 160 Zeichen begrenzt. Das konnte mit lateinischen Buchstaben voll ausgeschöpft werden. Dagegen musste für Nachrichten in kyrillischer Schrift auf die 16-Bit-Unicode-Kodierung zurückgegriffen werden und die Länge der Nachricht reduzierte sich damit annähernd auf die Hälfte.
Translit hat weiterhin für ausländische Nutzer den Vorteil, dass sie meist wesentlich schneller auf einer lateinischen Tastatur (QWERTZ-Tastaturbelegung) schreiben können und nicht die kyrillische Tastatur erlernen müssen. Es gibt zwar Tastaturen mit doppelter Beschriftung, aber auch diese verlangen für eine angemessene Schreibgeschwindigkeit die Beherrschung der kyrillischen Tastatur. Auch die frei wählbare Belegung der Schreibtastatur entledigt den Schreiber nicht der Mühe, teilweise eine neue Tastaturbelegung zu erlernen, da es 33 kyrillische Buchstaben gibt (im Russischen), aber nur 26 lateinische Buchstaben. Das Hauptproblem ist, dass für einige kyrillische Buchstaben ein lateinisches Äquivalent fehlt, das sich mit jeweils einem Buchstaben darstellen lässt.
Eine Lösungsmöglichkeit wäre eine frei wählbar phonetische Tastenbelegung. Diese Tastaturbelegung ist an die lateinische Tastatur angelehnt. Es werden aber kyrillische Buchstaben ausgegeben. So reicht weitgehend die Beherrschung der lateinischen Tastatur, um kyrillischen Text zu schreiben.
Eine weitere bequeme Möglichkeit besteht in der Benutzung kleiner Schreibprogramme, die den in Translit eingegebenen Text in kyrillische Buchstaben umwandeln. Meist lässt sich auch bei diesen Programmen die Tastaturbelegung frei wählen. Allerdings sind in Translit meist mehr Tastenanschläge erforderlich als bei kyrillischer Schrift. Insbesondere die Zischlaute werden durch Kombinationen lateinischer Buchstaben dargestellt – z. B. tsch, scht, zh, jo.

## Zeichenzuordnung
| а → a      | к → k | х → kh     |
| б → b      | л → l | ц → c (ts) |
| в → v      | м → m | ч → ch     |
| г → g      | н → n | ш → sh     |
| д → d      | о → o | щ → shch   |
| е → e (je) | п → p | ъ → "      |
| ё → jo     | р → r | ы → y      |
| ж → zh     | с → s | ь → '      |
| з → z      | т → t | э → e (eh) |
| и → i      | у → u | ю → ju     |
| й → jj (j) | ф → f | я → ja     |

Wegen des Fehlens eines einheitlichen Systems haben sich viele Benutzer ihr eigenes Translit-System zurechtgelegt.
Die nebenstehende Tabelle zeigt die gebräuchlichen russischen Transliterationen in Translit.
Gelegentlich wird auch:
- „y“ für „й“,
- „yu“ für „ю“,
- „yo“ für „ё“,
- „ye“ für „e“,
- „ya“ für „я“ verwendet.

In jüngerer Zeit ist eine radikalere Form von Translit entstanden, die besonders von Jugendlichen in SMS Verkehr benutzt wird, die bisherige Translitregeln nicht beachten. Dabei werden Ziffern für einige kyrillische Buchstaben verwendet – z. B. „4“ für „ч“ (tsch). Die „4“ (in offener Schreibweise) ähnelt dem kyrillischen Buchstaben „ч“. Das russische Wort für „Vier“ (четыре) fängt auch mit einem „ч“ an. Auch ähnlich aussehende, im kyrillischen ungenutzte, lateinische Buchstaben kommen zum Einsatz: das "Я" ähnelt dem "q".
Weiterhin können Ziffern als Ersatz für ganze Wortteile geschrieben werden – z. B. „sov7“ für „sovsem“ („sieben“ heißt auf Russisch „sem“) oder „posmo3“ für „posmotri“ („drei“ heißt auf Russisch „tri“).
| Ziffer | übliche Transliteration | russ. Originalwort |
| ------ | ----------------------- | ------------------ |
| 1      | od                      | odin               |
| 2      | dv                      | dva                |
| 3      | tr                      | tri                |
| 4      | ch                      | chetyre            |
| 5      | p                       | pyat'              |
| 6      | sh                      | shest'             |
| 7      | s                       | sem'               |
| 8      | _                       | vosem'             |
| 9      | _                       | devyat'            |

Die Entsprechungen zwischen russischen und kyrillischen Buchstaben werden auch durch die polnisch-deutsche Transkription (й→j, ц→c, ы→y, ю→ju, я→ja) und durch die russisch-englische Transkription (й→y, ц→ts, ч→ch, ш→sh, ю→yu, я→ya) beeinflusst.
Auch visuelle Ähnlichkeiten werden in geringem Umfang herangezogen (ш→III oder ш→w; ч→4). Wenn visuelle Ähnlichkeiten in größerem Umfang herangezogen werden, handelt es sich nicht mehr um Translit, sondern um Volapuk (siehe unten). Anglizismen (oder andere Fremdwörter) werden meist im Original wiedergegeben.
So stark modifizierter Translit ist auch von den meisten Muttersprachlern nur schwer zu entziffern. In Internetcommunities stößt solche Art von Translit meist auf völlige Ablehnung.
Weitere mögliche Transliterationen zeigt die folgende Tabelle.
| - а ─ a - б ─ b - в ─ v, w - г ─ g - д ─ d - е ─ e - ё ─ ö - ж ─ j, g, v, z, zh, * - з ─ z, 3 - и ─ i - й ─ j, i, y | - к ─ k (selten c) - л ─ l - м ─ m - н ─ n - о ─ o - п ─ p - р ─ r - с ─ s, c - т ─ t - у ─ u | - ф ─ f - х ─ h, x - ц ─ c, ts, tz, z - ч ─ 4, ch, ~ (selten 5, q) - ш ─ 6, sh, s, {, w, | (selten ch) щ ─ 6t, 7, sht, st, }, wt, 6 (selten cht) ъ ─ а, y, w, u, @, _ (selten 1, 2, 3, `) ь ─ i, j, y, x (selten 1, 8) ю ─ iu, ju, u, yu, ü, \, \|, x я ─ ja, ya, ia, q, 9, @ |

Erläuterung:
- „6“ für „ш“, wegen des gleichklingenden Anfangsbuchstabens (deutsch: sechs, russ.: schest – „sch“).
- „6t“ für „щ“, da es bulgarisch wie „scht“ ausgesprochen wird. Es wird also „sch“ (bulg. „ш“) mit „6“ transkribiert und das hörbare „t“ angehängt.
- da der Buchstabe „щ“ im Alphabet nach „ш“ kommt, und „ш“ in Translit mit „6“ transkribiert wird, wird „щ“ mit der nächstgrößeren Ziffer „7“ transkribiert
- Umlaute werden häufig im deutschsprachigen Raum als Translit eingesetzt („wsö“ für „всё“)

Teilweise werden die Buchstaben auch nach optischer Ähnlichkeit ausgewählt, dies ist besonders für die russische Sprache verbreitet.
- kyrillisch – lateinisch
- „н“ – „H“
- „п“ – „n“

## Volapuk
Eine andere Möglichkeit der Transliteration der kyrillischen Schrift stellt Volapuk dar. Im Gegensatz zu Translit, wo die Buchstaben so ersetzt werden, dass der gleiche Wortklang entsteht, werden bei Volapuk die Buchstaben so ersetzt, dass entweder der gleiche Wortklang entsteht oder aber das gleiche Schriftbild.
Der Name kommt von der Plansprache Volapük. Kyrillische Texte, die so geschrieben werden, sehen für die meisten Leser sehr seltsam aus, so wie Volapüktexte.
Damit die lateinischen Schriftzeichen in Volapuk das gleiche Aussehen haben, wie die kyrillischen gedruckten bzw. handgeschriebenen Buchstaben, wird auch die gezielte Groß- und Kleinschreibung eingesetzt.
- die kyrillischen Buchstaben „а“, „е“, „к“, „м“, „т“, „о“ und „у“ werden durch die „gleichen“ lateinischen Buchstaben „a“, „e“, „K“, „M“, „T“, „o“ und „y“ ersetzt. dabei wird „K“ groß geschrieben, weil das kleine „k“ stärker vom Aussehen des russischen „к“ abweicht. ebenso wird „M“ groß geschrieben, da das kleine „m“ eher dem russischen „T“ ähnelt. Das „T“ wird auch groß geschrieben, da es so eher dem russischen „т“ ähnelt, als das klein geschrieben lateinische „t“.

Ähnlich aussehende Buchstaben werden ersetzt: „в“ – „B“, „г“ – „2“ (ähnelt dem handschriftlichen russischen г: г), auch „г“ – „r“ ist möglich, „з“ – „3“, „л“ – „J“, „н“ – „Н“, „п“ – „n“ (wegen der handschriftlichen Ähnlichkeit: п), „р“ – „p“, „с“ – „c“, „х“ – „x“, „ч“ – „4“.
Alle anderen, nur schwer darzustellenden Buchstaben werden mit den vielfältigsten Variationen dargestellt. Beispielsweise: „ж“ – „*“, „я“ – „91“ (9. Buchstabe: i, 1. Buchstabe: a, = ia), „э“ – „-“, „щ“ – „LLI_“. Insbesondere für die Darstellung von „щ“ gibt es über ein Dutzend verschiedene Möglichkeiten.
Einige kyrillische Buchstaben können in Anlehnung an Leetspeak auch durch Zahlen dargestellt werden.
Leetspeak ähnelt Volapuk wegen der Benutzung von Zahlen, hat aber andere Entstehungsgründe und wird nur von einer eng spezialisierten Computergemeinde benutzt.

## Kritiker
Als die Netzwerktechnologien mit der kyrillischen Sprache kompatibel wurden, wurde die Verwendung von Translit zunehmend abgelehnt und als schlechte oder gar unakzeptable Gewohnheit angesehen. In manchen Communities mit kyrillischer Schriftsprache werden Translit-Benutzer ignoriert oder ganz verbannt. Lediglich bei der Kommunikation mit ausländischen Benutzern, die nicht über einen mit kyrillischen Buchstaben kompatiblen Computer verfügen, wird Translit uneingeschränkt akzeptiert.
Besonders wegen der chaotischen und vielfältigen Varianten von Translit wird es in Internetgemeinden meist abgelehnt. In vielen Diskussionsforen, die Translit ablehnen, sind „Konverter-Programme“ installiert, die mit lateinischen Buchstaben geschriebenen Translit-Text in kyrillischen Text umwandeln, was aber oft misslingt, da es keinen festen Standard für Translit gibt.
Die Kritiker argumentieren:
- Die lateinischen Buchstaben sind nicht zum Schreiben der russischen oder bulgarischen Sprache vorgesehen. Es gibt weniger lateinische (26) als kyrillische Buchstaben (33 für Russisch). Der transliterierte Text liest sich langsamer und schwieriger.
- Die Schreiber von Translit halten keine Standards ein. Fast jeder verwendet seine eigenen lateinischen Buchstaben und Buchstabenkombinationen zur Transliteration. Oft wird sogar innerhalb eines Textes vom selben Schreiber das Transliterationssystem gewechselt. Das erschwert noch mehr die Kommunikation und das Erlernen der Fähigkeit, Translittexte fließend zu lesen.
- Rechtschreibung, Grammatik, Interpunktion und Ausdrucksstil werden vernachlässigt oder verschwinden in Translittexten völlig.
- Regelmäßige Benutzer von Translit, besonders Kinder, entwickeln eine neue Art von Rechtschreibfehlern, wenn sie kyrillischen Text in ihrer Muttersprache schreiben. Häufige Schreibfehler in der Schule sind: „4“ und „6“ anstatt „ч“ und „ш“.
- Noch unverständlicher werden Translittexte, wenn in ihnen zusätzlich Anglizismen verwendet werden oder Internetabkürzungen, was bei der Internetkommunikation häufig ist.

## Befürworter
Die Befürworter argumentieren, dass insbesondere im Ausland eine lateinische Tastatur (ohne eine entsprechende Kennzeichnung mit kyrillischen Buchstaben) auch nach Umstellung auf den kyrillischen Schriftsatz fast wertlos ist.
Möglich ist auch, dass der Absender an einem fremden Computer arbeitet, auf den er nicht genügend Zugriffsrechte hat, um ihn auf den kyrillischen Zeichensatz umzustellen.
Der Absender ist eventuell auch technisch nicht dazu in der Lage, sein System auf kyrillische Schriftzeichen umzustellen (mitunter auch "DAU-Effekt", aber nicht ausschließlich). Oft ist aber auch nur Faulheit oder Bequemlichkeit beim Absender ein Grund.
Ein wichtiges Argument der Befürworter von Translit ist, dass die Fehlerkorrektur für Benutzer, die einen Konverter benutzen, besonders aufwendig ist. Im Extremfall wird der zu sendende Text zuerst mit lateinischen Schriftzeichen geschrieben, dann in kyrillische Schriftzeichen konvertiert, auf Fehler überprüft und schließlich zur Fehlerkorrektur wieder in lateinische Schriftzeichen zurückkonvertiert. Dieser rückkonvertierte Text wird abschließend korrigiert und dann erneut in kyrillische Schriftzeichen konvertiert.

## Konverter
Im Internet gibt es eine große Anzahl von freien Konverterprogrammen. Auch online-Konverter, die nicht installiert werden müssen, sind verfügbar. Viele Browser haben so einen Konverter. Zu bevorzugen sind neuere Konverter, in denen sich die Transliterationsregeln einstellen lassen, bzw. die selbstlernend und selbstkorrigierend sind und sich automatisch anpassen.

## Beispiele

### Translit
- Kyrillisch: СОВЕТСКИЙ СОЮЗ; Translit: SOVETSKIY SOYUZ; Volapuk: COBETCKIJ COIO3; Deutsch: Sowjetunion

### Volapuk
- Bulgarisch: ето така например; Volapuk: eTo Taka HanpuMep; Deutsch: so zum Beispiel

### Bulgarische Chatbeiträge
- Hallo, ti GOLQM bulgarin, kato SLAVI TRIFONOV li si, ili si ot po-malkite bulgari – kato men, deto sluguvat na anglijskata kralica? Tyk nqmat kirilo-metodievata azbuka na kompjutrite, sorry … (Anmerkung: „q“ steht hier für „я“)
- kato iskate da se pi6e na kirilica, ami slojete kirilizator kakavto ima v dir.bg, da se smenqt ezicite ot web stranicata na akademiqta, 6toto az nqmam BDS klaviatura, a tezi piratski versii na flex-type samo mi skapvat windowsa, taka 4e za da iska6 trqbva da dade6 ne6to i ti (Anmerkung: „6“ steht hier für „ш“ und „4“ steht für „ч“).
- Az giveia v chugbina i ugasno mi lipsva vazmognostta da pisha na kiriliza. Imate li niakakvi saveti pе kakav nachin moga da pisha na kirilica s klaviatura, samo na kirilica. (Anmerkung: „g“ steht hier für „ж“, aber auch für „г“)
- Moite saboleznovania. Lo6 kasmet si izvadil, brat. Ne e lesno da si bulgarin i da pi6e6 na bulgarski. Zeliat sviat pi6e na latiniza, samo nie se penim, 4e si imame kiriliza. (Anmerkung: „ia“ steht hier für „я“; je nach Lautwert steht hier „a“ oder „u“ für „ъ“; „z“ steht hier mal für „з“ und mals für „ц“).
- Tova e vqrno, za6toto sum gledal dokumentalniti filmi na Nechanal Geograpshik. Az vqrvam, 4e Tornado moje da se poqvi na vsqkade. Edin moi priqtel koito se kazva Toni ne vqrva,4e Tornadoto moje da se poqvi na vsqkade.
- Tornadoto e vurtq6t se buzdu6en stulb, obiknoveno okolo 0,5 km 6irok. V centara mu se obrazuva nisko atmosferno nalqgane i zatova tornadoto vcmukva razli4ni ne6ta po putq si.Tornadoto razviva skorost okolo 400 km/ч. Obiknoveno zatihva sled 20 km. Tornadoto se наблюдава nai-чesto v Avstraliq i САЩ po vreme na letnite бури. (Bulgarisch, kyrillisch: Тордандото е въртяшт въздушен стълб, обикновено около 0,5 km широк. В центъра му се образува ниско атмосферно налягане и затовас торнадото всмъква различни нешта по пътя си. Тордандото развива скорост около 400 km/ч. Обикновено затиxва след 20 km. Тордандото се наблюдава най-често в Австралия и САЩ по време на летните бури. Deutsch: Der Tornado ist eine sich drehende Luftsäule, die gewöhnlich 0,5 km breit ist. In seinem Zentrum bildet sich niedriger Luftdruck und deshalb saugt der Tornado auf seinem Weg verschiedene Gegenstände an. Der Tornado entwickelt Geschwindigkeiten bis 400 km/h. Gewöhnlich klingt er nach 20 km ab. Tornados werden meistens in Australien und in den USA während der Sommerstürme beobachtet.)